# 奧地利女子甲組足球聯賽
奧地利女子甲組足球聯賽（德語：ÖFB Women Federal League）是奧地利的頂級女子足球職業聯賽。賽事成立於1973年，由奧地利足球協會（ÖFB）主辦，目前一共有 10 支參賽隊伍。

## 賽制
從2024–25年起，聯賽分為兩個階段。第一階段常規賽中，10 支球隊會先進行主客雙循環對賽。最後排名前四位會進入第二階段的冠軍圈，而排名較後的六隊會進入資格賽圈。

## 參賽球隊
2025–26年奧地利女子甲組足球聯賽共有 10 支參賽隊伍。
| 球隊                | 所在地     | 上季成績      |
| ------------------- | ---------- | ------------- |
| 聖普爾頓            | 聖帕爾滕   | 第 1 位       |
| 奧地利維也納        | 維也納     | 第 2 位       |
| 格拉茨              | 格拉茨     | 第 3 位       |
| 第一維也納          | 維也納     | 第 4 位       |
| 艾達治              | 阿爾特阿赫 | 第 5 位       |
| 貝格咸              | 貝格海姆   | 第 6 位       |
| 藍白林茨/小慕尼黑聯 | 林茨       | 第 7 位       |
| 紐倫巴赫            | 貝格海姆   | 第 8 位       |
| 寧斯                | 林茨       | 第 9 位       |
| 薩爾斯堡            | 薩爾斯堡   | 乙組，第 1 位 |

## 歷年冠軍
以下為歷屆聯賽冠軍：
- 1972–73：Favoritner AC
- 1973–74：維也納蘭德侯斯（英语：USC Landhaus Wien）
- 1974–75：KSV Ankerbrot Wien
- 1975–76：維也納蘭德侯斯（英语：USC Landhaus Wien）
- 1976–77：SV Elektra Wien
- 1977–78：維也納蘭德侯斯（英语：USC Landhaus Wien）
- 1978–79：SV Elektra Wien
- 1979–80：SV Elektra Wien
- 1980–81：維也納蘭德侯斯（英语：USC Landhaus Wien）
- 1981–82：維也納蘭德侯斯（英语：USC Landhaus Wien）
- 1982–83：維也納蘭德侯斯（英语：USC Landhaus Wien）
- 1983–84：SV Aspern
- 1984–85：ESV Ostbahn XI Wien
- 1985–86：1. DFC Leoben
- 1986–87：1. DFC Leoben
- 1987–88：維也納蘭德侯斯（英语：USC Landhaus Wien）
- 1988–89：維也納蘭德侯斯（英语：USC Landhaus Wien）
- 1989–90：小慕尼黑聯（英语：Union Kleinmünchen）
- 1990–91：小慕尼黑聯（英语：Union Kleinmünchen）
- 1991–92：小慕尼黑聯（英语：Union Kleinmünchen）
- 1992–93：小慕尼黑聯（英语：Union Kleinmünchen）
- 1993–94：小慕尼黑聯（英语：Union Kleinmünchen）
- 1994–95：維也納蘭德侯斯（英语：USC Landhaus Wien）
- 1995–96：小慕尼黑聯（英语：Union Kleinmünchen）
- 1996–97：維也納蘭德侯斯（英语：USC Landhaus Wien）
- 1997–98：小慕尼黑聯（英语：Union Kleinmünchen）
- 1998–99：小慕尼黑聯（英语：Union Kleinmünchen）
- 1999–2000：維也納蘭德侯斯（英语：USC Landhaus Wien）
- 2000–01：維也納蘭德侯斯（英语：USC Landhaus Wien）
- 2001–02：Innsbrucker AC
- 2002–03：紐倫巴赫（英语：SV Neulengbach）
- 2003–04：紐倫巴赫（英语：SV Neulengbach）
- 2004–05：紐倫巴赫（英语：SV Neulengbach）
- 2005–06：紐倫巴赫（英语：SV Neulengbach）
- 2006–07：紐倫巴赫（英语：SV Neulengbach）
- 2007–08：紐倫巴赫（英语：SV Neulengbach）
- 2008–09：紐倫巴赫（英语：SV Neulengbach）
- 2009–10：紐倫巴赫（英语：SV Neulengbach）
- 2010–11：紐倫巴赫（英语：SV Neulengbach）
- 2011–12：紐倫巴赫（英语：SV Neulengbach）
- 2012–13：紐倫巴赫（英语：SV Neulengbach）
- 2013–14：紐倫巴赫（英语：SV Neulengbach）
- 2014–15：聖普爾頓
- 2015–16：聖普爾頓
- 2016–17：聖普爾頓
- 2017–18：聖普爾頓
- 2018–19：聖普爾頓
- 2019–20：聯賽中斷
- 2020–21：聖普爾頓
- 2021–22：聖普爾頓
- 2022–23：聖普爾頓
- 2023–24：聖普爾頓
- 2024–25：聖普爾頓

## 外部連結
- League at ÖFB.at
- League at uefa.com
- Bundesliga at women.soccerway.com